# Željko Brkić
Željko Brkić (Novi Sad, RFS de Yugoslavia, 9 de julio de 1986) es un futbolista serbio. Se desempeña como guardameta y actualmente juega en el FK Vojvodina de la Superliga de Serbia.

## Clubes
| Club                     | País                | Año         |
| ------------------------ | ------------------- | ----------- |
| FK Vojvodina             | Serbia y Montenegro | 2004 - 2005 |
| FK Proleter Novi Sad     | Serbia y Montenegro | 2005 - 2006 |
| FK Vojvodina             | Serbia              | 2006 - 2011 |
| AC Siena                 | Italia              | 2011        |
| Udinese Calcio           | Italia              | 2011 - 2014 |
| Cagliari Calcio          | Italia              | 2014        |
| Carpi Football Club 1909 | Italia              | 2015        |
| PAOK Salónica FC         | Grecia              | 2016 - 2018 |
| FK Vojvodina             | Serbia              | 2020 - 2021 |

## Palmarés

### Campeonatos nacionales
| Club            | Título           | País   | Año  |
| --------------- | ---------------- | ------ | ---- |
| Copa de Grecia' | PAOK Salónica FC | Grecia | 2017 |
| Copa de Grecia' | PAOK Salónica FC | Grecia | 2018 |

- Datos: Q393641
- Multimedia: Željko Brkić / Q393641